# 九龍巴士5號線
九龍巴士5號線是香港九龍市區的一條日間巴士路線，行走富山邨及尖沙咀碼頭之間。

## 歷史
- 1933年6月11日：九巴接辦啟德巴士公司的3號線。
- 二次大戰期間，路線一度停駛。
- 1946年4月21日：重新投入服務，並編號為5，來往尖沙咀及紅磡。
- 1946年中：路線由紅磡延長至九龍城。
- 1947年中：路線由九龍城延長至牛池灣。
- 1963年10月21日：路線九龍城至牛池灣之一段路線改經太子道。
- 1963年11月12日：九龍城至牛池灣之一段路線恢復行經彩虹道。
- 1965年1月24日：路線由牛池灣遷往彩虹總站。
- 1992年5月18日開始增派空調巴士行走，不過初時只在平日下午提供固定班次數班。
- 2008年6月22日：本線改為富山往來尖東麼地道，不繞經尖沙咀碼頭。
- 2010年2月20日：本線由尖東麼地道遷返尖沙咀碼頭[2]，往富山方向繞經尖東麼地道。尖沙咀碼頭往富山/富山往尖沙咀碼頭，收費為$3.7/5.0；第一個分站就設分段收費為$3.2/4.4。
- 2011年5月15日：九巴加價，全程收費調整為$3.9/$5.2，分段為$3.3/$4.6。
- 2011年9月23日：提升至全空調巴士服務[3]。
- 2013年3月17日：九巴加價，全程收費調整為$5.5，分段為$4.9。
- 2014年7月6日：九巴加價，全程收費調整為$5.8，分段為$5.1。
- 2015年12月31日：增設到站時間預報。[4]

## 服務時間及班次
| 富山邨開         | 富山邨開    | 富山邨開     | 尖沙咀碼頭開     | 尖沙咀碼頭開 | 尖沙咀碼頭開 |
| ---------------- | ----------- | ------------ | ---------------- | ------------ | ------------ |
| 日期             | 服務時間    | 班次（分鐘） | 日期             | 服務時間     | 班次（分鐘） |
| 星期一至五       | 05:30-06:00 | 15           | 星期一至五       | 06:10-11:30  | 20           |
| 星期一至五       | 06:00-07:36 | 12           | 星期一至五       | 11:30-16:00  | 15           |
| 星期一至五       | 07:36-08:06 | 10           | 星期一至五       | 16:00-17:00  | 10           |
| 星期一至五       | 08:06-09:30 | 12           | 星期一至五       | 17:00-17:30  | 15           |
| 星期一至五       | 09:30-16:00 | 15           | 星期一至五       | 17:30-18:38  | 9/10         |
| 星期一至五       | 16:00-17:00 | 20           | 星期一至五       | 18:38-19:02  | 12           |
| 星期一至五       | 17:00-18:00 | 15           | 星期一至五       | 19:02-20:02  | 15           |
| 星期一至五       | 18:00-00:00 | 20           | 星期一至五       | 20:02-20:30  | 14           |
|                  |             |              | 星期一至五       | 20:30-23:00  | 10           |
| 23:00-23:45      | 15          |              | 星期一至五       |              |              |
| 23:45-00:45      | 20          |              | 星期一至五       |              |              |
| 星期六           | 05:30-08:00 | 15           | 星期六           | 06:10-12:10  | 20           |
| 星期六           | 08:00-15:00 | 12           | 星期六           | 12:10-12:55  | 15           |
| 星期六           | 15:00-17:00 | 15           | 星期六           | 12:55-15:55  | 12           |
| 星期六           | 17:00-18:00 | 12           | 星期六           | 15:55-18:55  | 10           |
| 星期六           | 18:00-00:00 | 20           | 星期六           | 18:55-20:55  | 12           |
|                  |             |              | 星期六           | 20:55-23:05  | 10           |
| 23:05-00:05      | 15          |              | 星期六           |              |              |
| 00:05-00:45      | 20          |              | 星期六           |              |              |
| 星期日及公眾假期 | 05:30-06:00 | 15           | 星期日及公眾假期 | 06:10-13:10  | 20           |
| 星期日及公眾假期 | 06:00-08:00 | 20           | 星期日及公眾假期 | 13:10-15:40  | 15           |
| 星期日及公眾假期 | 08:00-10:00 | 12           | 星期日及公眾假期 | 15:40-20:00  | 10           |
| 星期日及公眾假期 | 10:00-13:10 | 10           | 星期日及公眾假期 | 20:00-21:00  | 12           |
| 星期日及公眾假期 | 13:10-19:40 | 15           | 星期日及公眾假期 | 21:00-22:50  | 10           |
| 星期日及公眾假期 | 19:40-00:00 | 20           | 星期日及公眾假期 | 22:50-00:05  | 15           |
|                  |             |              | 星期日及公眾假期 | 00:05-00:45  | 20           |

### 脫班
自從港鐵觀塘綫延綫通車後，九巴多次削減此路線班次，加上受到港鐵沙中線工程影響導致交通擠塞，令此路線經常性嚴重脫班，九龍城區議會收到居民投訴指非繁忙時間等候超過20分鐘，有時甚至等候超過40分鐘才會有一班車。

## 收費
全程：$6.4
- 富山邨往尖沙咀碼頭／尖東站往富山邨：$5.6

| - 本線設有12歲以下小童及65歲或以上長者半價優惠。 - 65歲或以上香港居民使用「樂悠咭」，以及12歲以下合資格殘疾兒童使用「殘疾人士身份」個人八達通繳付車資，均可享有每程$2.0或半價（以較低者為準）的票價優惠；12至64歲合資格殘疾人士使用「殘疾人士身份」個人八達通（包括「樂悠咭」），以及60至64歲香港居民使用「樂悠咭」繳付車資，均可享有每程$2.0或全費（以較低者為準）的票價優惠。 - 65歲或以上長者如使用長者或一般個人八達通繳付車資，則只可享有半價優惠；12至64歲合資格殘疾人士如不使用「殘疾人士身份」個人八達通，以及60至64歲人士如不使用「樂悠咭」繳付車資，必須繳付全費。 - 乘客可以現金或八達通於上車時付款，不設找續。 - 每位成人乘客可免費攜帶最多兩名4歲以下而不佔座位的兒童乘客乘車，超額之4歲以下小童必須繳付小童車費乘車。 - 持有「九巴月票」之乘客在車票有效期內，每日可享最多10程任何九龍巴士及龍運巴士路線（包括本路線，以及聯營路線的九龍巴士／龍運巴士提供的班次；惟乘搭機場「A」及「NA」線則可享原價二七折優惠（不會計算每天10次合資格車程））；而B1線則每日可享最多各2程（不會計算每天10次合資格車程）。 - 九龍巴士、城巴、龍運巴士及陽光巴士全職員工及家屬（不包括外判職員）可免費乘搭本路線，惟必須拍職員或職員家屬八達通。 - 乘客亦可透過多元化電子支付系統（e度嘟）繳付車資，包括使用非接觸式VISA卡、JCB卡、萬事達卡、銀聯卡、美國運通、大來國際、Discover Card、Apple Pay、Google Pay、Samsung Pay、AlipayHK「易乘碼」、支付寶、WeChatHK／微信支付「搭車碼」、銀聯雲閃付「乘車碼」及BOC Pay「乘車碼」。乘客使用此付款方式，使用此支付方式的乘客可享有中途下車之分段收費，以及與其他九巴／龍運獨營路線或聯營線九巴／龍運班次之轉乘優惠，惟不適用於與非九巴／龍運路線之轉乘優惠，亦不能享有「公共交通費用補貼計劃」及「長者及合資格殘疾人士公共交通票價優惠計劃」。 |

### 八達通轉乘優惠
5↔108，乘客在150分鐘內轉乘，次程可獲$6.4折扣優惠
- 5往尖沙咀碼頭方向 → 108往寶馬山方向
- 108往啟業方向 → 5往富山邨方向

5↔296D，下列組合兩程合共$10.4
- 5往尖沙咀碼頭方向 → 296D往九龍站方向，需在120分鐘內轉乘
- 296D往尚德方向 → 5往富山邨方向，需在60分鐘內轉乘

5↔港鐵
- 5任何方向 → 港鐵，次程可獲$1（成人）／$0.5（其他）折扣優惠，指定港鐵轉乘站為啟德站、鑽石山站、黃埔站及紅磡站
- 港鐵 → 5任何方向，次程可獲$1（成人）／$0.5（其他）折扣優惠，指定港鐵轉乘站為啟德站、鑽石山站、黃埔站及紅磡站

## 用車
本路線於2011年9月23日改為全空調服務前，僅餘的唯一一部非空調巴士字軌車S3BL470／GB2444，是九巴最後一輛登記的利蘭奧林比安11米非空調巴士。
現時本線使用11輛富豪B9TL 12米（AVBWU）行走本線。
| 車隊編號 | 車牌   |
| -------- | ------ |
| AVBWU28  | PJ8905 |
| AVBWU31  | PJ9625 |
| AVBWU133 | PX5180 |
| AVBWU147 | PX8537 |
| AVBWU173 | PY3231 |
| AVBWU227 | RE1357 |
| AVBWU250 | RH7685 |
| AVBWU264 | RJ5466 |
| AVBWU427 | TR8039 |
| AVBWU429 | TS3933 |
| AVBWU437 | TT7987 |

## 行車路線
富山開經：斧山道、迴旋處、斧山道天橋、彩虹通道、彩虹巴士總站、彩虹道、太子道東、馬頭涌道、馬頭圍道、漆咸道北、漆咸道南及梳士巴利道。
尖沙咀碼頭開經：梳士巴利道、漆咸道南、暢運道、康莊道、漆咸道北、馬頭圍道、馬頭涌道、太子道東、彩虹道、彩虹通道、彩虹巴士總站、彩虹道、斧山道天橋、迴旋處及斧山道。

### 沿線車站
| 富山邨開 | 富山邨開                       | 富山邨開                     | 尖沙咀碼頭開 | 尖沙咀碼頭開                     | 尖沙咀碼頭開                 |
| 序號     | 車站名稱                       | 位置                         | 序號         | 車站名稱                         | 位置                         |
| -------- | ------------------------------ | ---------------------------- | ------------ | -------------------------------- | ---------------------------- |
| 1        | 富山巴士總站                   | 富山巴士總站                 | 1            | 尖沙咀碼頭巴士總站               | 尖沙咀天星碼頭公共運輸交匯處 |
| 2        | 富山邨                         | 蒲崗村道                     | 2            | 尖東站                           | 梳士巴利道                   |
| 3        | 斧山道運動場                   | 斧山道                       | 3            | 麼地道                           | 漆咸道南                     |
| 4        | 彩虹轉車站－彩虹（N2）         | 彩虹巴士總站                 | 4            | 加連威老道                       | 漆咸道南                     |
| 5        | 四美街                         | 彩虹道                       | 5            | 香港科學館                       | 漆咸道南                     |
| 6        | 黃大仙警署                     | 彩虹道                       | 6            | 香港理工大學                     | 暢運道                       |
| 7        | 衍慶街                         | 彩虹道                       | 7            | 山谷道                           | 漆咸道北                     |
| 8        | 九龍城轉車站－宋皇臺公園（C3） | 馬頭涌道                     | 8            | 北拱街                           | 漆咸道北                     |
| 9        | 木廠街                         | 馬頭涌道                     | 9            | 落山道                           | 馬頭圍道                     |
| 10       | 馬坑涌道                       | 馬頭圍道                     | 10           | 上鄉道                           | 馬頭圍道                     |
| 11       | 土瓜灣街市                     | 馬頭圍道                     | 11           | 新山道                           | 馬頭圍道                     |
| 12       | 浙江街遊樂場                   | 漆咸道北                     | 12           | 亞皆老街球場                     | 馬頭涌道                     |
| 13       | 新柳街                         | 漆咸道北                     | 13           | 九龍城轉車站－富豪東方酒店（A2） | 太子道東                     |
| 14       | 平治街                         | 漆咸道北                     | 14           | 天主教伍華中學                   | 彩虹道                       |
| 15       | 香港理工大學                   | 漆咸道南                     | 15           | 啟德花園                         | 彩虹道                       |
| 16       | 香港科學館                     | 漆咸道南                     | 16           | 黃大仙警署                       | 彩虹道                       |
| 17       | 麼地道                         | 漆咸道南                     | 17           | 四美街                           | 彩虹道                       |
| 18       | 尖東站                         | 梳士巴利道                   | 18           | 彩虹邨碧海樓                     | 彩虹邨通道                   |
| 19       | 尖沙咀碼頭巴士總站             | 尖沙咀天星碼頭公共運輸交匯處 | 19           | 彩虹轉車站－彩虹（N5）           | 彩虹巴士總站                 |
|          |                                |                              | 20           | 真鐸學校                         | 斧山道                       |
| 21       | 宏景花園                       | 蒲崗村道                     |              |                                  |                              |
| 22       | 富山巴士總站                   | 富山巴士總站                 |              |                                  |                              |

## 客量
- 在未改路線前，本線一直因能直達尖沙咀天星碼頭和尖沙咀市區繁華地段，吸引不少乘客乘搭，尤其是土瓜灣和紅磡往來尖沙咀的短途客和渡輪轉乘客。但在更改路線後，由於不再繞經尖沙咀碼頭，導致部份渡輪客流失至其他相似路線[7][8]。此後，大部分巴士迷和市民都希望本線能遷回尖沙咀碼頭，但每次建議皆遭運輸署反對，並希望利用鐵路轉乘和其他路線轉乘作為代替方案。5號線遷站事件更使市民及保育人士關注尖沙咀碼頭巴士總站的前景，促成「尖碼之聲」成立，表達反對搬遷尖沙咀碼頭的意願[9]，其研究成果更被邀請於聯合國教科文組織於2009年4月於越南河內的第12屆「國際保育論壇」中發表，尖碼之聲主席陳嘉朗先生及保育人士何來女士亦獲邀請專程前往該會議，這是巴士路線改動中少數引起國際關注的事件。最後，九巴和運輸署作出讓步，把本線遷回尖沙咀碼頭，全程收費加至$5.2（因全程剛超過9公里，可收9至12公里的收費級別），但只是表面措施。因為本線於雙方向的第一個分站便增設分段收費$4.6。[10]
- 自從港鐵觀塘綫延綫通車後，此線最繁忙半小時平均載客率由2016年1月至3月的79.7%下降至2016年11月的78.1%[11]，2017年2月更下降至67%[12]
- 2021年港鐵屯馬線通車，新蒲崗至尖東段與屯馬線重疊，客量有所下跌。

## 延伸閱讀
- 郭炳華. 蛻變中的香港巴士（九龍新界篇）. 香港: 80M巴士專門店. 2010年. ISBN 962-8686-95-X.
- 二十世紀九龍區巴士路線發展史

## 外部連結
- 九巴5號線官方網站路線資料 （页面存档备份，存于）
- 九巴5號線詳細時間表 （页面存档备份，存于）
- 681巴士總站 （页面存档备份，存于）